# Camp Rock
Camp Rock és un telefilm musical estatunidenc de 2008 dirigit per Matthew Diamond i protagonitzat per Demi Lovato, Joe Jonas, Meaghan Martin, María Canals Barrera, Daniel Fathers i Alyson Stoner. Tracta sobre Mitchie (Demi Lovato), una jove que aspira a ser cantant, i el seu pas per Camp Rock, un campament musical d'estiu, on descobrirà amics, adversaris, romanços i la seva veu.
La pel·lícula es va estrenar a Disney Channel el 20 de juny de 2008. Camp Rock va ser el segon DCOM que es va emetre a The Wonderful World of Disney de la cadena ABC després de la seva estrena a Disney Channel i es va posa en la tenda iTunes Store per a la seva compra digital poc després de la seva estrena. La pel·lícula va ser vista per 8,9 milions d'espectadors la nit de la seva estrena i actualment és el tercer DCOM més vist de tots els temps, per darrere de High School Musical 2 i Els mags de Waverly Place: La pel·lícula.
A la pel·lícula li va seguir una seqüela, Camp Rock 2: The Final Jam (2010).

## Argument
Mitchie Torres (Demi Lovato) és una jove músic que aspira a ser cantant. Vol anar a un campament musical d'estiu anomenat "Camp Rock". Com la seva família no pot pagar la matrícula, la mare de Mitchie, Connie Torres (Maria Canals-Barrera), s'encarrega del menjar del campament, el que permet a Mitchie assistir-hi. A canvi, Mitchie ha d'ajudar a la seva mare a la cuina. Poc després d'arribar al campament, Mitchie coneix a una noia anomenada Caitlyn (Alyson Stoner).
Mentrestant, Shane Gray (Joe Jonas), el malcriat i arrogant cantant del popular trio musical Connect 3, és assignat com a encarregat de les classes de ball en el Campament de Rock pels seus companys de banda Nate Gray (Nick Jonas) i Jason Gray (Kevin Jonas) i és obligat a gravar una cançó amb el guanyador de Final Jam. Shane sent cantar a Mitchie i s'enamora de la seva veu, però Mitchie se'n va abans que Shane pugui descobrir que era ella, el que fa que s'obsessioni per trobar a la misteriosa cantant.
Durant l'Opening Jam, Mitchie s'assabenta que molts dels campistes tenen arrels notables i s'avergonyeix que només hi hagi pogut venir al campament gràcies al servei de càtering de la seva mare. Li menteix a Tess Tyler (Meaghan Martin), una noia coneguda per la seva famosa mare i la seva popularitat, i a les seves amigues, Peggy (Jasmine Richards) i Ella (Anna Maria Perez de Tagle), que la seva mare és la presidenta de Hot Tunes TV a la Xina. Tess, impressionada, convida a Mitchie a dormir amb el seu grup.
Un dia, durant el dinar a la cafeteria, Tess i Caitlyn comencen a tirar-se espaguetis i Mitchie es fica enmig de la baralla. Brown (Daniel Fathers), l'amo del campament, interromp la baralla i Tess inculpa Caitlyn de l'incident. Brown castiga Caitlyn fent-la treballar a la cuina i Mitchie, que està preocupada perquè Caitlyn s'assabenti del seu secret, no la defensa.
Mentrestant, Shane escriu una nova cançó, que comparteix amb Mitchie. A Mitchie li agrada la cançó i Shane, que dubta que la seva discogràfica i els seus fans acceptin la cançó, comença a enamorar-se d'ella. Més tard, Caitlyn arriba a la cuina mentre Mitchie està treballant i s'assabenta del secret de Mitchie. Caitlyn qualifica d'immadur que Mitchie mantingui en secret la seva identitat com a filla de la cuinera, i Mitchie, al seu torn, insulta l'actitud de Caitlyn. No obstant això, les dues noies es reconcilien després que Mitchie s'enfronti a Tess quan aquesta intenta eclipsar Caitlyn al Pajama Jam.
Shane fa córrer la veu que està buscant a una noia amb "la veu". Quan Tess veu a Mitchie i Shane remant junts, es posa gelosa i, després de descobrir el secret de Mitchie, l'obliga a explicar la veritat a tot el campament. Shane, enfurismat pel fet que Mitchie li hagi enganyat per apropar-se a ell només perquè és famós, l'abandona. Tess fa fora del seu grup a Mitchie, que ara és la riota de tot el campament. Més tard, Tess s'assabenta que Mitchie és la noia que Shane havia estat buscant. Per desfer-se de Mitchie, a la vigília de la Final Jam, Tess inculpa Mitchie i a Caitlyn d'haver robat la seva polsera d'amulets. Quan les noies no poden demostrar la seva innocència, Brown els prohibeix totes les activitats del campament fins al final de la Final Jam.
A la Final Jam, Brown anuncia que el guanyador, decidit pels jutges, Connect 3, no només guanyarà un trofeu, sinó que podrà gravar amb Shane. Peggy i Ella perden la paciència amb Tess, es mantenen fermes i abandonen el seu grup. Ella interpreta "Hasta La Vista" amb Barron (Jordan Francis) i Sander (Roshon Fegan). Tess s'adona que la seva mare l'està mirant i comença a interpretar "2 Stars". Desgraciadament, quan la seva mare ha d'atendre una trucada durant la seva actuació, ensopega davant del públic i es retira entre bastidors plorant. Peggy revela que el seu veritable nom és Margaret Dupree i interpreta "Here I Am". Tess es disculpa amb Peggy i Ella. Mentre Brown anuncia el final de la Final Jam, els focus s'encenen i permet que Mitchie actuï, dient que esperava que ella i Caitlyn s'adonessin: ja que la seva actuació no estava programada i era pràcticament després del "final de la Final Jam". Mitchie comença a cantar "This Is Em". Shane s'adona que ella era la veu d'abans i no triga a unir-se. Entre bastidors, Tess els diu a Mitchie i Caitlyn que els va dir a Brown que no li havien robat el braçalet, i Mitchie i Shane es reconcilien. Peggy és anunciada com la guanyadora de Final Jam. Després de ser coronada com a guanyadora, tot el campament canta "We Rock".
En un final estès de la pel·lícula, uns mesos després, Caitlyn mostra a Mitchie, Tess, Peggy i Ella l'estudi de gravació que va construir al seu garatge, i interpreten "Our Time Is Here".

## Repartiment

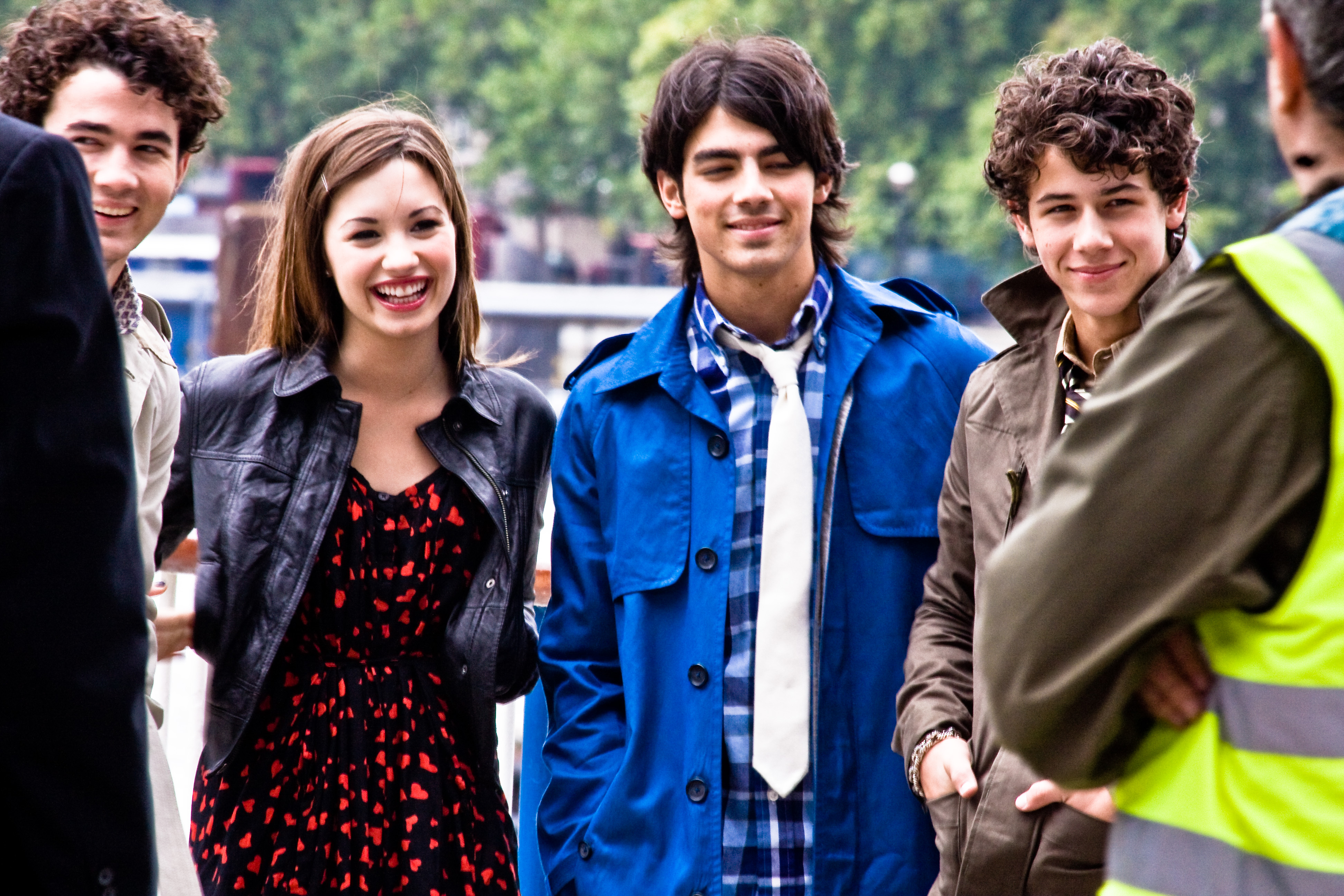
Els Jonas Brothers i Demi Lovato en una sessió fotogràfica el 2008.

- Demi Lovato com Mitchie Torres, una jove que aspira a ser cantant.
- Joe Jonas com Shane Gray, el malcriat i arrogant cantant del popular trio musical Connect 3.
- Meaghan Martin com Tess Tyler, una noia superficial i egocèntrica coneguda com la "diva del Campament Rock".
- Alyson Stoner com Caitlyn Gellar, una assistent al Campament Rock de la qual Mitchie es fa amiga.
- María Canals-Barrera com Connie Torres, la mare de Mitchie i la nova cuinera del Campament Rock.
- Daniel Fathers com Brown Cessario, el director del Campament Rock.
- Julie Brown com Dee La Duke, la directora musical del Campament Rock.
- Anna Maria Pérez de Tagle com Ella Pador, una assistent al Campament Rock i amiga de Tess.
- Jasmine Richards com Margaret "Peggy" Dupree, una assistent al Campament Rock i amiga de Tess.
- Jordan Francis com Barron James, assistent al Campament Rock i raper.
- Roshon Fegan com Sander Loyer, assistent al Campament Rock i raper.
- Nick Jonas com Nate Gray, membre del popular trio musical Connect 3.
- Kevin Jonas com Jason Gray, membre del popular trio musical Connect 3.
- Aaryn Doyle com Lola Scott, una assistent al Campament Rock i cantant.
- Giovanni Spina com Andy, un assistent al Campament Rock i bateria.
- Edward Jaunz com Steve Torres, el pare de Mitchie.
- Jennifer Ricci com T.J. Tyler, la mare de Tess i una famosa cantant.

## Producció
Camp Rock es va filmar entre el setembre i octubre del 2007 al campament YMCA Wanakita a Haliburton, Ontario, i al campament Kilcoo a Minden, Ontario.

## Banda sonora
La banda sonora de Camp Rock va ser llançada el 17 de juny de 2008 per Walt Disney Records i va ser interpretada pel repartiment de la pel·lícula. Va entrar en el número 3 de la llista d'àlbums Billboard 200, venent més de 188.000 unitats en la seva primera setmana. La RIAA va certificar l'àlbum com a disc de platí i va vendre més de 1.257.000 còpies fins a la data. Al Brasil, l'àlbum va rebre la certificació de Platí de la ABPD i va vendre més de 60.000 còpies fins 2009.

## Recepció
Camp Rock es va estrenar a Disney Channel el 20 de juny de 2008, amb 8,9 milions d'espectadors, el 21 de juny a ABC amb 3,47 milions d'espectadors i el 22 de juny a ABC Family amb 3,73 milions d'espectadors.
La seva estrena a Disney Channel Itàlia va rebre 1,14 milions d'espectadors al setembre de 2008.

## Formats de publicació
L'edició en DVD i Blu-ray de la pel·lícula, titulada Camp Rock: Extended Rock Star Edition, va sortir a la venda el 19 d'agost de 2008 i el novembre en altres països. L'1 de desembre de 2008 va sortir a la venda al Regne Unit només en DVD.
Tant el DVD com el Blu-ray contenen les següents característiques addicionals.
- Final extra
- Funcions de cant i karaoke
- "Com ser una estrella del rock"
- "Jonas Brothers: Estrelles de rock de la vida real"
- "Presentant a Demi Lovato"
- "Too Cool: Preparant l'escenari"
- "Hasta La Vista: De l'assaig a la Final Jam" "
- Vídeos musicals
- "Records del campament": una galeria d'imatges amb vídeo

Hi ha algunes característiques addicionals ocultes al llarg de parts del Campament Rock: Extended Rock Star Edition.
- "We Rock (Crew Vídeo)" - l'equip de Camp Rock balla a ritme de "We Rock".
- "1234 Goodbye" - Demi Lovato va interpretar la seva primera cançó ("Who Will I Be?") L'últim dia de rodatge, "1234 Goodbye".